# Teatrino Clandestino
Teatrino Clandestino è una compagnia teatrale italiana fondata a Bologna nel 1989 da Fiorenza Menni e Pietro Babina e dal 2009 non più attiva.

## Storia del Teatrino Clandestino
Il Teatrino Clandestino è un gruppo teatrale fondato a Bologna nel 1989 da Pietro Babina Fiorenza Menni e Manuel Marcuccio, quest'ultimo lascerà la compagnia all'inizio degli anni 2000. Il Teatrino Clandestino si è affermato sulla scena italiana nel contesto di quelli che furono definiti dalla critica Teatri '90 e sul cui fenomeno venne anche pubblicato un volume a cura di Franco Quadri, dall'omonimo titolo edito dalla UBU libri. come gruppo dedito alla ricerca teatrale, sperimentando diversi metodi di comunicazione anche legati all'utilizzo alle tecnologie emergenti in relazione alla drammaturgia e alla costruzione scenica. In questo ambito di interesse, importante fu il percorso intrapreso con "Si prega di non discutere di casa di bambola" del 1999, che li vide indagare il rapporto tra l'attore e l'immagine digitale. Sulla stessa linea furono spettacoli come Otello, Hedda Gabler, Iliade e Madre e Assassina.
Nel 2004 il loro spettacolo Madre assassina ha vinto il premio Ubu.
Secondo le affermazioni dei suoi creatori, Teatrino Clandestino opera una ricerca soprattutto formale, in modo tale che contenuti universali possano trovare veicolo in un linguaggio contemporaneo.
La compagnia ha cessato la sua attività nel 2009.

## Teatro
- 2009 - No-signal
- 2009 - OpenOption
- 2008 - Comune Spazio Problematico
- 2008 - Candide
- 2006 - HG applicazione
- 2006 - Ossigeno
- 2005 - L'alba di un torturatore(Milgram project 02)
- 2005 - Il fantasma dentro la macchina (Milgram project 01)
- 2004 - Madre e Assassina
- 2003 - La Bestemmiatrice
- 2003 - Prima l'immagine poi il titolo
- 2002 - Iliade
- 2001 - Hedda Gabler
- 1999 - Si prega di non discutere di Casa di Bambola
- 1999 - Otello
- 1998 - 150.000.000 Sinfonia Majakoskijana
- 1998 - Tempesta (Melologo)
- 1997 - L'idealista Magico
- 1996 - Il ginepro (favola cimiteriale)
- 1995 - Mondo (Mondo)
- 1994 - R.A.P. (Resuscitato Amleto Parla)
- 1994 - Cantico dei Cantici
- 1993 - Sogno in tre quadri con cornice
- 1991 - A porte chiuse
- 1989 - Il tempo morto

## Film Video
- -estate del 2002 il lungometraggio “2volte a te”.
- -estate del 2008 il lungometraggio “mesmer vacuum”
- -video "Psyche"
- -video "tempesta(melologo)"

## Libri
- 1998 - "IO" Edizione TC
- 2005 - "Alba di un torturatore" Edizione TC
- 2008 - "Teatrino Clandestino: Milgam Project" - curatore Adriano Zamperini - Editore Liguori